# 중국계 캐나다인
중국계 캐나다인(영어: Chinese Canadians; 중국어: 华裔加拿大人)은 중국계 이민자와 캐나다 태생의 중국계 이민자를 모두 포함하는 완전한 또는 부분적인 중국계 캐나다인이다. 그들은 아시아계 캐나다인의 하위 그룹인 동아시아계 캐나다인으로 구성되어 있다. 인구통계학적 연구에는 중국 대륙, 대만, 홍콩, 마카오에서 온 이민자뿐만 아니라 동남아시아와 남아메리카에서 온 해외 화교들이 광범위하게 정의된 중국계 캐나다인 범주에 포함되는 경향이 있다.
2016년 인구 조사에 따르면 중국계 캐나다인이 캐나다 인구의 약 5.1% 또는 약 177만 명을 차지한다. 중국계 캐나다인 공동체는 아시아계 캐나다인 인구의 약 40%를 차지하는 아시아계 캐나다인의 가장 큰 민족 집단이다. 대부분의 중국계 캐나다인들은 온타리오주와 브리티시컬럼비아주에 집중되어 있다.

## 이민
2001년 현재 캐나다 내 중국인 인구의 거의 75%가 밴쿠버나 토론토에 거주하고 있다. 중국인 인구는 밴쿠버에서 17%, 토론토에서 9%였다. 2000년~2001년에 막 도착한 중국인 이민자 중 50% 이상이 특정 지역에 정착한 이유가 가족과 친구들이 이미 그곳에 살고 있기 때문이라고 보고했다.
21세기 이후 중국 본토의 경제 성장은 본토 중국인들의 이민 기회를 더욱 크게 자극했다. 2011년 조사에 따르면 중국 백만장자의 60%가 이민을 계획했으며, 응답자의 37%가 캐나다로 이민을 가고 싶어했다. 중국 사업가들이 해외로 이주하려는 주된 이유는 자녀들을 위한 더 많은 교육 기회, 진보된 의료, 국내의 오염 악화(특히 도시 대기 질), 정치적 불안과 식품 안전에 대한 우려였다. 캐나다 이민 투자자 프로그램(CANIIP)은 2011년 이 프로그램에 지원한 700명 중 697명 (99.6%)이 본토 중국인이었다. 또한 많은 캐나다로 이주한 중국계 이민자들이 이주한 지역의 사업에 투자하도록 하는 지방 지명자 프로그램을 통해 신청하고 있다.

## 사회 경제학
2001년 캐나다의 중국인 중 외국 태생과 캐나다 태생의 31%가 대학 교육을 받은 반면, 전국 평균은 18%였다.
캐나다의 주요 노동 연령 중국인 중 약 20%는 영업 및 서비스, 20%는 비즈니스, 금융 및 행정, 16%는 자연 및 응용 과학, 13%는 관리, 11%는 가공, 제조 및 유틸리티 분야에서 종사했다. 그러나 최근 몇 년간 중국인들이 농업과 농식품 사업을 위해 작은 마을과 농촌으로 이동하는 추세가 나타나고 있다.
1990년대에 캐나다로 이민을 와서 2001년에 전성기였던 중국인들의 고용률은 61%로 전국 평균인 80%보다 낮았다. 외국인 자격인정이 주요 쟁점이라는 보도가 많았다. 다만 캐나다 태생의 중국계 황금연령 남성의 취업률은 86%로 전국 평균과 같았다. 캐나다 태생 중국 여성의 취업률은 83%로 전국 평균 (76%)보다 높았다.

## 저명한 인물
- 시무 리우 - 배우
- 패트릭 챈 - 피겨 스케이팅 선수
- 에이드리엔 클라크슨(Adrienne Clarkson) - 전 캐나다의 연방 총독
- 마이클 리-친(Michael Lee-Chin) - 사업가
- 데니즈 총 (Denise Chong) - 경제학자
- 헨리 - 가수, 배우
- 숙인 리(Sook-Yin Lee) - 배우, 가수

## 같이 보기
- 한국계 캐나다인